# Finala Campionatului European de Fotbal 2000
Finala Euro 2000 a fost un meci de fotbal jucat pe stadionul De Kuip din Rotterdam, între Franța și Italia.

## Detalii
| Franța                       | 2 – 1 (d.p.) | Italia         |
| ---------------------------- | ------------ | -------------- |
| Wiltord 90+4' Trezeguet 103' | (Cronică)    | Delvecchio 55' |

| Franța | Italia |

| FRANȚA:       |    |                      |     |     |
|               |    |                      |     |     |
| P             | 16 | Fabien Barthez       |     |     |
| FD            | 15 | Lilian Thuram        | 58' |     |
| FC            | 8  | Marcel Desailly      |     |     |
| FC            | 5  | Laurent Blanc        |     |     |
| FS            | 3  | Bixente Lizarazu     |     | 86' |
| MC            | 4  | Patrick Vieira       |     |     |
| MC            | 7  | Didier Deschamps (c) |     |     |
| MD            | 6  | Youri Djorkaeff      |     | 76' |
| MO            | 10 | Zinedine Zidane      |     |     |
| MS            | 21 | Christophe Dugarry   |     | 57' |
| A             | 12 | Thierry Henry        |     |     |
| Rezerve:      |    |                      |     |     |
| A             | 13 | Sylvain Wiltord      |     | 57' |
| A             | 20 | David Trezeguet      |     | 76' |
| M             | 11 | Robert Pirès         |     | 86' |
| Antrenor:     |    |                      |     |     |
| Roger Lemerre |    |                      |     |     |

| ITALIA:   |    |                      |     |     |
|           |    |                      |     |     |
| P         | 12 | Francesco Toldo      |     |     |
| FD        | 5  | Fabio Cannavaro      | 42' |     |
| FC        | 13 | Alessandro Nesta     |     |     |
| FC        | 15 | Mark Iuliano         |     |     |
| FS        | 3  | Paolo Maldini (c)    |     |     |
| MD        | 11 | Gianluca Pessotto    |     |     |
| MC        | 4  | Demetrio Albertini   |     |     |
| MC        | 14 | Luigi Di Biagio      | 31' | 66' |
| MS        | 18 | Stefano Fiore        |     | 53' |
| A         | 20 | Francesco Totti      | 90' |     |
| A         | 21 | Marco Delvecchio     |     | 86' |
| Rezerve:  |    |                      |     |     |
| A         | 10 | Alessandro Del Piero |     | 53' |
| M         | 16 | Massimo Ambrosini    |     | 66' |
| A         | 19 | Vincenzo Montella    |     | 86' |
| Antrenor: |    |                      |     |     |
| Dino Zoff |    |                      |     |     |

| Arbitrii asistenți: Jens Larsen Leif Lindberg Al patrulea arbitru: José García Aranda |

### Statistici
| Statistici        | Franța | Italia |
| ----------------- | ------ | ------ |
| Goluri marcate    | 2      | 1      |
| Cartonașe galbene | 1      | 3      |
| Cartonașe roșii   | 0      | 0      |